# 赤い星駅
赤い星駅（プルクンビョルえき、朝鮮語：붉은별역）は、朝鮮民主主義人民共和国平壌市にある、平壌地下鉄千里馬線の駅である。通称、平壌第2病院前。

## 駅構造

### 駅舎
- 日本の古いビルのような駅舎で、街灯も無い林の中に建っている[2]。

### ホーム
- 一面一線の単式ホーム

## 駅周辺
- 平壌第2病院
- 近くの高台には、2階建ての老朽化したアパートが多数建っている[2]。

## 歴史
- 1973年 - 平壌地下鉄千里馬線烽火駅 - 赤い星駅間の開通に伴い開業。
- 構内の路線図を見ると、当駅以遠（戦友駅と反対方向）から先は延長計画があるらしい[2]が現在は休工中。

## 隣の駅
平壌地下鉄
千里馬線
戦友駅 - 赤い星駅